# أليوت هيجارتي
أليوت هيجارتي (بالإنجليزية: Elliot Hegarty)‏ هو كاتب سيناريو ومخرج ومخرج بريطاني، ولد في 5 يونيو 1971 في لندن في المملكة المتحدة.

## وصلات خارجية
- أليوت هيجارتي على موقع IMDb (الإنجليزية)
- أليوت هيجارتي على موقع ألو سيني (الفرنسية)
- أليوت هيجارتي على موقع ميوزك برينز (الإنجليزية)
- أليوت هيجارتي على موقع أول موفي (الإنجليزية)
- أليوت هيجارتي على موقع قاعدة بيانات الفيلم (الإنجليزية)
- أليوت هيجارتي على موقع كينوبويسك (الروسية)